# Кларк, Адам (инженер)
Адам Кларк (англ. Adam Clark ; венг. Clark Ádám; 14 августа 1811, Эдинбург, Шотландия — 23 июня 1866, Будапешт, Австро-Венгрия) — шотландский инженер-строитель, наиболее известен своими работами в Венгрии.

## Биография
Сын фабричного рабочего. Техническое образование получил в Darling & Hume и G. Manwaring & Co., затем работал в Hunter & English.
В 1834 году А. Кларк по приглашению графа Иштвана Сеченьи отправился в Будапешт для наблюдения за строительством нового земснаряда, который был заказан в Англии для регулирования русла Дуная. Через два года вернулся в Шотландию.
В 1839 году Кларк вернулся в Венгрию в качестве руководителя строительства Цепного моста, который должен был соединить города-побратимы Буду и Пешт на Дунае. Мост спроектировал британский инженер Уильям Тьерней Кларк (не родственник) в 1839 году по инициативе того же графа Сеченьи. Уильям Тьерней Кларк не мог или не хотел оставаться в Венгрии, чтобы контролировать его строительство. Адам Кларк провёл десять лет, работая на возведении моста.
В 1847 году он был советником Национального комитета коммуникаций (дорог) (Közlekedési Országos Bizottság), а в 1848 году — техническим консультантом министерства общественных работ (Közmunkák Minisztérium).
Цепной мост был открыт в 1849 г. и стал первым постоянным мостом в столице Венгрии. В то время он был одним из крупнейших мостов в мире (центральный пролёт составлял 202 м).
Окончание строительства совпало по времени с Венгерской революцией 1848—1849 годов. На ранних этапах революции толпа демонстрантов собралась у моста, чтобы потребовать высылки иностранных рабочих. А. Кларк отказался удовлетворить их просьбу, и демонстранты были разогнаны полицией. Кларк фактически поддерживал революционеров, в конце 1848 года содействовал войскам Лайоша Кошута, отступавшим по его мосту — ещё не завершённому и не прошедшему испытания на прочность. По некоторым оценкам, за один день по мосту переправились около 70 000 человек и 300 единиц артиллерии.
Дважды во время революционных событий А. Кларк спас свой мост от уничтожения. В начале 1849 года он получил информацию о том, что австрийская имперская армия планировала взорвать мост, чтобы повстанцы не могли перейти из Пешта в Буду. А. Кларк немедленно принял меры, чтобы свести к минимуму любой ущерб, затопив камеры крепления моста, чтобы обеспечить его устойчивость, а затем уничтожив насосы. Австрийцы установили на мосту четыре ёмкости с порохом, но взорвалась только одна, и ущерб был незначительным.
В 1850 году венгерское правительство поручило Кларку спроектировать и построить туннель под Будайским замком, выходящий прямо напротив Цепного моста. Это значительно сократило бы путешествие для тех, кто добирается на окраину Буды и обратно. Работы над строительством туннеля начались в феврале 1853 года, в марте 1856 года туннель был открыт для пешеходного движения.
В 1857 году строительство тоннеля было завершено.
А. Кларк оставался в Венгрии до конца жизни. В 1855 году женился на Марии Альдаси, представительнице местной аристократии, с которой у него было трое детей. Умер от болезни лёгких. Похоронен на кладбище Керепеши.
Среди его потомков Дьёрдь Хайош, венгерский математик и популяризатор. Член Венгерской академии наук.

## Память
В 1912 году городская площадь между Цепным мостом и туннелем Буда была переименована в его честь Clark Ádám tér («Площадь Адама Кларка»). На площади Адама Кларка перед входом в туннель установлен Камень нулевого километра, который является точкой отсчёта для определения расстояний из всех точек Венгрии до Будапешта.
В 2011 году Национальный банк Венгрии в ознаменование 200-летия со дня рождения Кларка выпустил монету в 5000 форинтов.